# Grézillac
 Grézillac  egy francia település Gironde megyében az Aquitania régióban. Lakosainak száma 688 fő (2022. január 1.).

## Adminisztráció
Polgármesterek:
- 2001–2008 André Lurton
- 2008–2014 Claude Barreau
- 2014–2020 Claude Nompeix

## Demográfia
| Lakosok száma | 786  | 683  | 613  | 668  | 697  | 694  | 695  | 698  | 691  | 688  |
|               | 1968 | 1982 | 1990 | 2006 | 2013 | 2015 | 2017 | 2019 | 2020 | 2022 |